# Ferrocarril Baikal-Amur
La línia Baikal-Amur (en rus: Байка́ло-Аму́рская магистра́ль БАМ, Baikalo-Amúrskaia maguistral, BAM) és una línia de ferrocarril de Rússia. Amb una longitud de 4324 km, travessa la Sibèria i l'Extrem Orient Rus. Transcorre paral·lela a la línia transsiberiana però entre sis-cents i vuit-cents quilometres més al nord.
La línia Baikal-Amur es va construir com a alternativa estratègica al ferrocarril transsiberià, especialment al voltant de les vulnerables seccions que aquesta línia té a la vora de la frontera xinesa. Es va construir amb materials especialment resistents, perquè en gran part està fonamentada sobre el permagel. A causa de les extremes condicions del terreny, clima, llargada i cost, el líder soviètic Leonid Bréjnev va descriure-la com «el projecte de construcció del segle».

## Ruta

mapa general del recorregut

La ruta comença a l'estació del transsiberià de Taïxet i creua el riu Angarà a Bratsk i el riu Lena a Ust-Kut. Sobrepassa el llac Baikal, a la riba nord a Severobaikalsk i arriba a Tinda, on s'acaba la meitat occidental de la línia. Des de Tinda, travessa l'embassament del Zeia a Verkhnezeisk, i el riu Amur a Komsomolsk de l'Amur. D'allà continua en direcció est fins a Vànino, a la costa de l'oceà Pacífic, i té la terminal a Sovétskaia Gàvan.

### Branques
A Tinda hi ha la connexió entre la línia Baikal-Amur i la línia Amur-Iakutsk que transcorre cap al nord fins a Nériungri i Tommot. Es preveu que en un futur, aquesta línia arribi a Iakutsk. Aquesta via també es pot agafar en direcció sud per retornar a la línia principal transsiberiana a Skovorodinó, en un trajecte de 180 km que es coneix com a «petita BAM».
La meitat oriental de la línia Baikal-Amur uneix Tinda amb Sovétskaia Gàvan, però molts trens es desvien abans, a Komsomolsk de l'Amur, on hi ha una branca de 374 km en direcció a Khabàrovsk que permet reconnectar amb la línia transsiberiana principal que acaba a Vladivostok.
Existeix una tercera branca que connecta la BAM amb la línia transsiberiana situada enmig de les altres dues i que també és emprada per alguns trens que surten de Khabàrovsk. Sortint de l'estació transsiberiana d'Isvestkovi es dirigeix al nord fins a la de Novi Urgal recorrent una distància de 328 km. Precisament des de Novi Urgal també hi surt cap al nord una petita branca de 32 km que duu a Txegdomín.
Hi ha altres branques importants malgrat que no serveixin per a connectar amb altres línies ferroviàries: Per arribar a Ust-Ilimsk hi ha una branca de 214 km des de Khrebtóvaia i que també dona servei a la Central Hidroelèctrica d'Ust-Ilimsk. S'està construint una branca d'uns 300 km des d'Ulak (Gorni) fins a les mines de carbó d'Elga. Hi ha una branca en desús de 122 km des de Selikhinó fins a Txorni Mis seguint el riu Amur, que es va començar a construir en direcció a la part més estreta de l'estret de Tartària com a aproximació a un futur túnel de Sakhalín.
Per acabar, existeixen petites branques vinculades a vies fèrries locals d'algunes poblacions, especialment aquelles que tenen una àrea metropolitana extensa com ara Bratsk, Komsomolsk de l'Amur i Sovgavan-Vànino. També romanen com a branques en desús les antigues vies en aquells trams que han rebut una millora recent, com ara al túnel de Severomuisk o al túnel de Kuznetsovski.

## Característiques
Hi ha 21 túnels a la línia amb una longitud total de 47 km. També hi ha més de 4200 ponts, amb una longitud total de més de 400 km. De tota la ruta, només està electrificada la secció oest: un tram de 1469 km entre Taïxet i Taksimó. La ruta és bàsicament de via única, per bé que amb espai suficient per convertir-la en doble via en cas d'un eventual desdoblament.

## Història

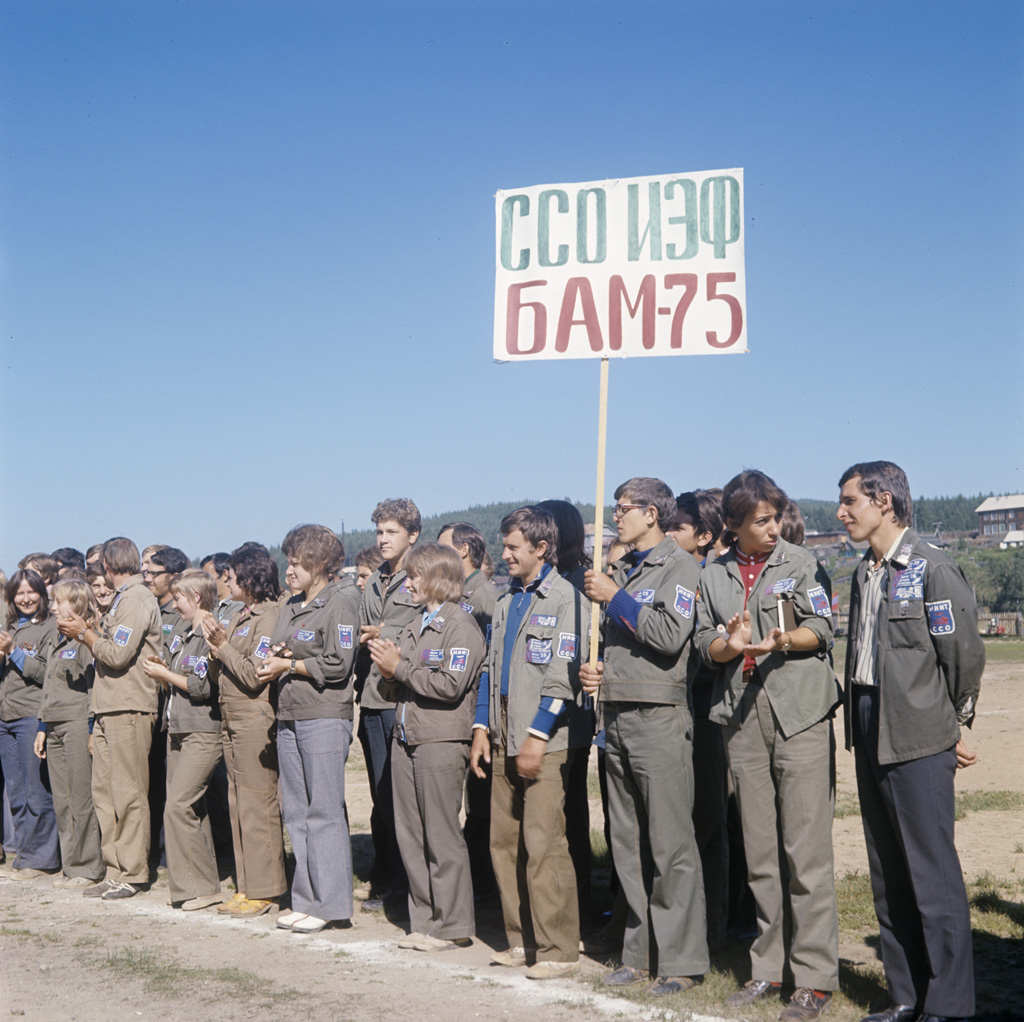
Membres d'un equip del Komsomol per a la construcció de la БАМ

Inicialment es construí amb presoners dels camps de treball forçat del Gulag. Durant la dècada del 1930 aquests van construir el tram des de Taïxet a Bratsk. El 1945 es van acabar els treballs per electrificar aquest primer tram.
El 1974, el secretari general del PCUS Leonid Bréjnev va proposar reprendre el projecte per al pla quinquennal 1976-1980. Aquest cop va anunciar que es faria «utilitzant només mans netes», és a dir, rebutjant l'ús de treballs forçats. Unes setmanes més tard, va encoratjar al Komsomol a unir-se al projecte. El 17è congrés del Komsomol (d'abril de 1974) va anunciar que la BAM seria un projecte de construcció de xoc del Komsomol.
A final de 1974 potser 50.000 dels 156.000 joves que s'havien implicat en el projecte, ja eren a l'àrea de la BAM. Entre 1975 i 1976 es van inaugurar 28 assentaments i es van construir 70 ponts incloent els de l'Amur el Lena. Encara que s'havien construït més de 180 km de vies, hauria calgut triplicar el ritme per a complir la data límit del 1983.
A setembre de 1984, es va anunciar que s'havia col·locat la darrera peça de la línia, connectant les seccions est i oest. Els mitjans de comunicació occidentals no van poder assistir a aquest esdeveniment històric perquè els oficials soviètics no volien comentaris sobre l'estat operacional real de la línia. En realitat, només una tercera part de la BAM era completament operativa per a usos civils, en part per raons militars. Es van atorgar 170.030 Medalles per la Construcció del Tren Baikal-Amur a tothom que hi havia col·laborat.
La línia Baikal-Amur es va tornar a declarar completada l'any 1991. Llavors, el cost total de la construcció va ser d'uns 14.000.000.000 dòlars estatunidencs.
Des de llavors, la major millora que ha rebut la línia va ser l'obertura, el 5 de desembre de 2003 del Túnel de Severomuisk, després de 27 anys de construcció. Aquest túnel de 15.343 metres de longitud, amb una profunditat de 1,5 quilòmetres, va permetre escurçar un tram de 54 quilòmetres amb fortes inclinacions que requerien l'ús de locomotores auxiliars.

## Galeria

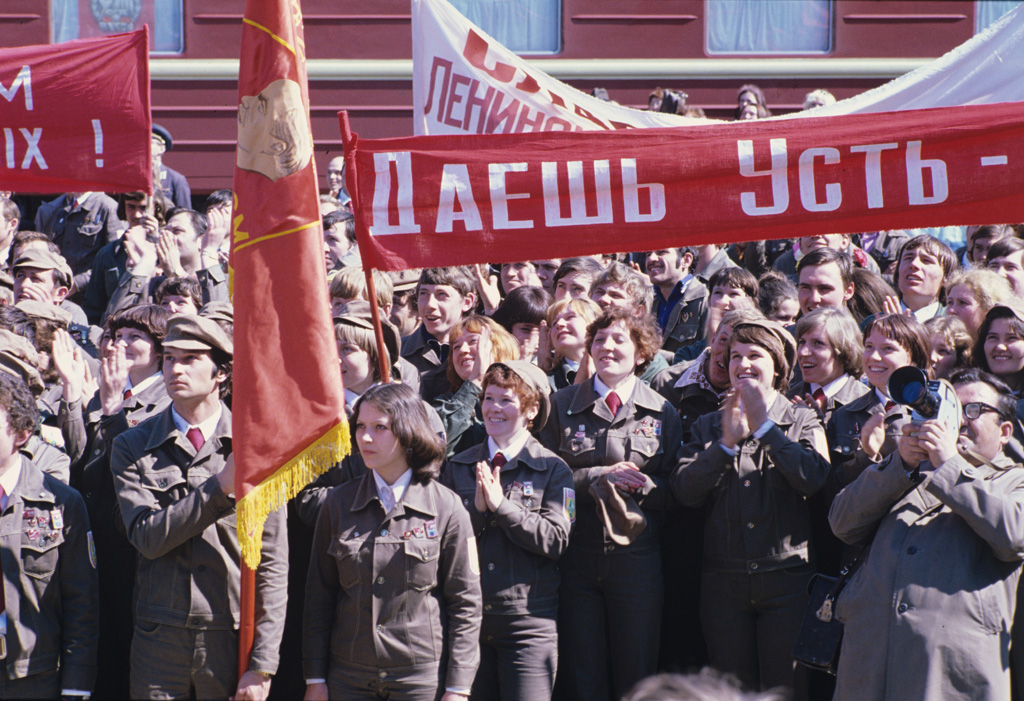
Celebració l'any 1979 a Ust-Ilimsk per l'arribada de l'equip de construcció
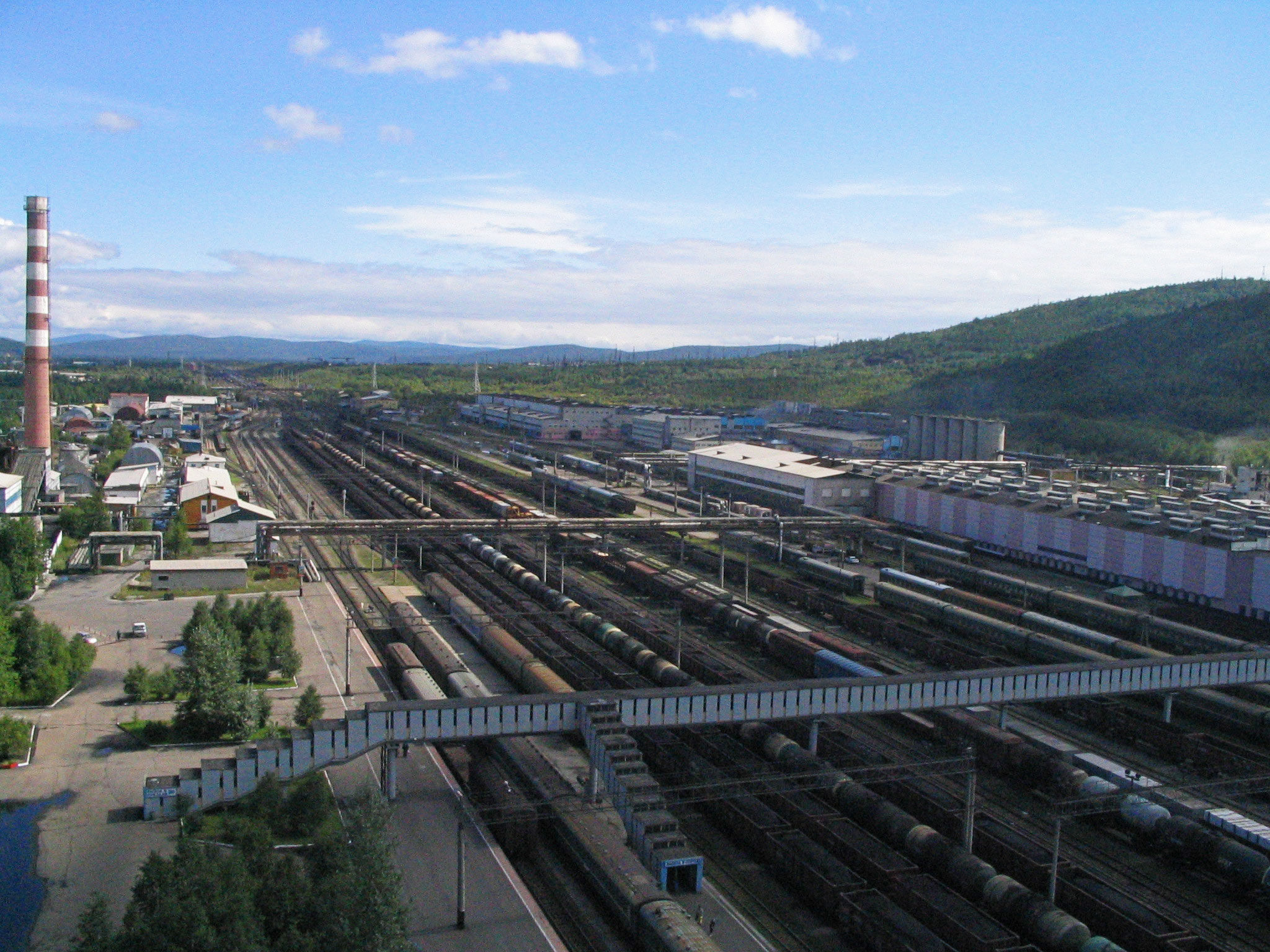
Estació de Tinda
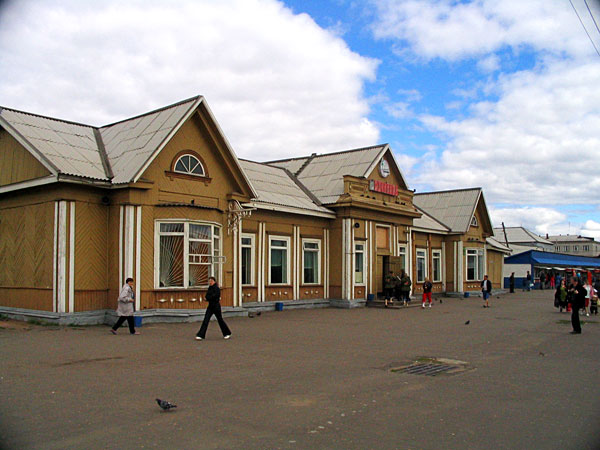
Estació de Víkhorevka
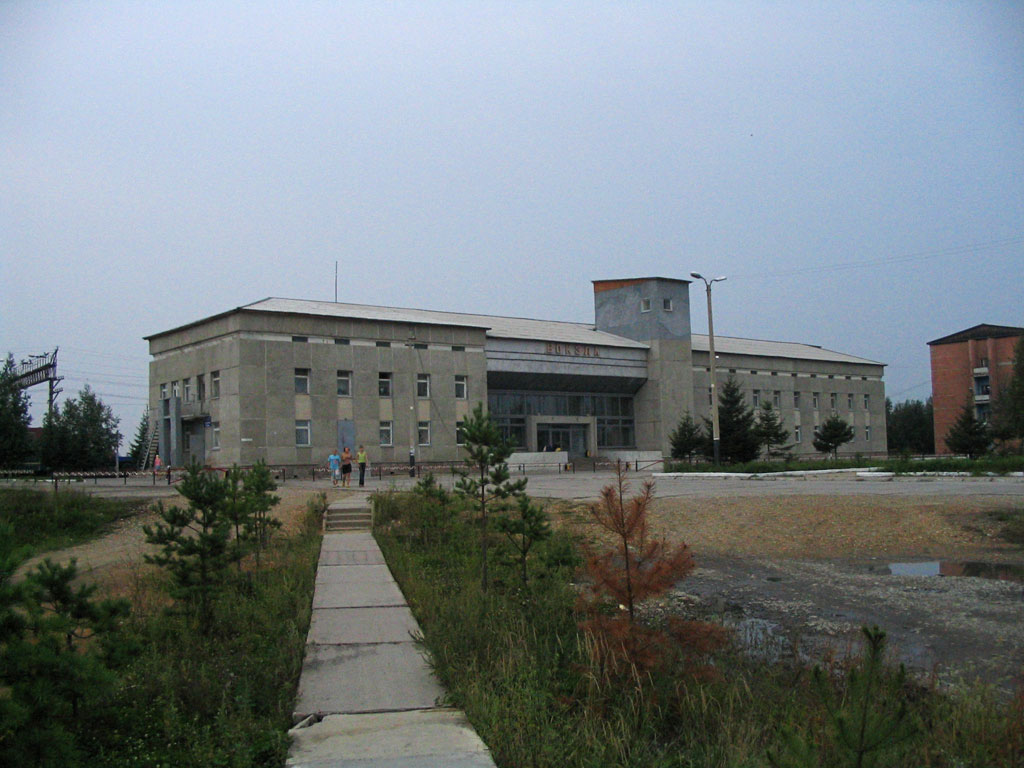
Estació de Fevralsk
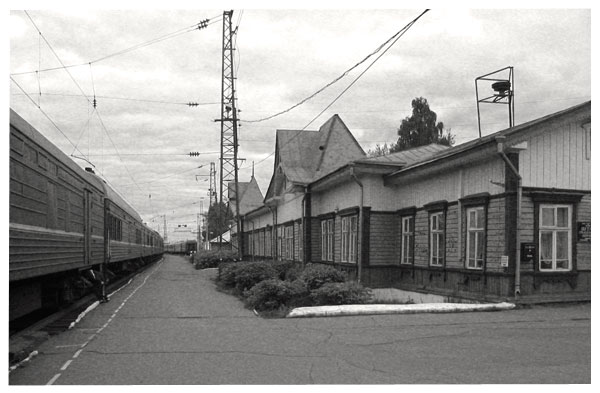
Antiga estació de Taïxet